# Léon t'Serstevens
Léon Jean Baptiste Joseph t'Serstevens, né à Bruxelles le 18 novembre 1890 et mort à Bruxelles le 22 septembre 1934, est un homme politique belge.

## Fonctions et mandats
- Membre de la Chambre des représentants de Belgique : 1872-1876

## Sources
- M. RYCX D'HUISNACHT, 'Répertoire de la presse de l'arrondissement de Nivelles au XIXe siècle', in Cahiers du Centre interuniversitaire d'histoire contemporaine', 66, 1971.
- Jean-Luc DE PAEPE en Christiane RAINDORF-GERARD, Le Parlement belge, 1831-1894, Brussel, Académie royale des sciences, des lettres et des beaux-arts, 1996.